# Binnenhaftung wegen quotaler Unterkapitalisierung
Tatbestand und Rechtsfolgen der Unterkapitalisierung von Kapitalgesellschaften waren im deutschen Gesellschaftsrecht lange Zeit ungeklärt. Die Theorie der Binnenhaftung nach § 826 BGB wegen quotaler Unterkapitalisierung will diesen Missstand beheben.

## Hintergrund
Dem Problem der Unterkapitalisierung liegt ein Interessenkonflikt zwischen Gesellschaftern und Gesellschaftsgläubigern zugrunde. Das deutsche Gesellschaftsrecht versuchte das Problem traditionell durch das Kapitalschutzsystem zu lösen, welches GmbH-Gesellschaftern u. a. die Aufbringung und Erhaltung eines Mindestkapitals auferlegte. Vor allem im anglo-amerikanischen Rechtskreis gibt es ein solches System nicht. Dementsprechend geriet die deutsche Konzeption unter Druck, nachdem der EuGH v. a. im Überseering-Urteil den Zuzug der phänotypisch unterkapitalisierten, unter Einsatz eines Pfunds Sterling gegründeten englischen Limited unter dem Schutz der Niederlassungsfreiheit gem. Artt. 43, 48 EG nach Deutschland erlaubte. Mit dem Gesetz zur Modernisierung des GmbH-Rechts und zur Bekämpfung von Missbräuchen sowie dem Gesetz zur Umsetzung der Aktionärsrechterichtlinie passte der deutsche Gesetzgeber die hiesige Rechtslage an die veränderten Umstände an und liberalisierte das Kapitalschutzsystem. Bei der GmbH ging die Deregulierung besonders weit. Dadurch wurde das Unterkapitalisierungsproblem bei deutschen GmbHs noch akuter.

## Tatbestand der quotalen Unterkapitalisierung
Nach der Trihotel-Doktrin des BGH kommt es auf eine schadensstiftende Verletzung von Pflichten an, die den Gesellschaftern gegenüber ihrer Gesellschaft obliegen. In Analogie zur Trihotel-Doktrin, die die Existenzvernichtungshaftung betrifft, sieht das Konzept der Binnenhaftung wegen quotaler Unterkapitalisierung in der Unterkapitalisierung eine solche Pflichtverletzung.
Wann Unterkapitalisierung eintritt, hängt von einer Vielzahl von Faktoren ab. Die größte Bedeutung kommt der Bilanz zu. Mindestens 16 % der Bilanzsumme müssen aus Gesellschafterhand (Eigenkapital oder Fremdkapital) stammen. Wird dieser Wert unterschritten, scheidet Unterkapitalisierung nur dann aus, wenn eine einzelfallbezogene Betrachtung von cash flow, Schuldentilgungsdauer, Buchwert, Risikovorsorge, Ertragskraft usw. ergibt, dass das Geschäftsmodell gesund ist. Ist dies nicht der Fall, haften die Gesellschafter, sofern ihre unternehmerische Entscheidung über die Kapitalausstattung ihrer Gesellschaft nicht unter dem Schutz der Business Judgment Rule steht.
Es geht letztlich nicht mehr um ein festes Mindestkapital, sondern um ein Mindestrisiko, welches Gesellschafter tragen sollen, damit sie ihre Position nicht zulasten der Gläubiger missbrauchen.

## Rechtsfolgen der quotalen Unterkapitalisierung
Wiederum in Analogie zur Trihotel-Doktrin des BGH führt die Haftung wegen quotaler Unterkapitalisierung zu einer Binnenhaftung der Gesellschafter gegenüber ihrer Gesellschaft: Sie müssen dieser im Wege des Schadensersatzes den Betrag zuführen, der erforderlich ist, um die quotale Unterkapitalisierung zu beseitigen, d. h. Kapital zuführen, bis wieder mindestens 16 % der Bilanzsumme aus ihrer Hand stammen. Um der Finanzierungsfreiheit nach dem MoMiG Rechnung zu tragen, bleibt es den Gesellschaftern überlassen, ob sie Eigenkapital oder Fremdkapital zuführen wollen. Alternativ können sie die Gesellschaft in einem geordneten Verfahren liquidieren. Kommen sie dem nicht nach und führen eine unterkapitalisierte Gesellschaft in die Insolvenz, haften sie unter dem Gesichtspunkt der Existenzvernichtungshaftung.

## Europarechtskonformität
Deutsches Kapitalgesellschaftsrecht kann nicht mehr ohne Blick auf die Niederlassungsfreiheit gestaltet werden. Es ist sinnlos, Regulierungskonzepte einzuführen, welche durch die Wahl einer ausländischen Gesellschaftsform unter dem Schutz der Niederlassungsfreiheit umgangen werden können. Der Binnenhaftung wegen quotaler Unterkapitalisierung können Gesellschafter aber nicht entgehen, weil sie deliktsrechtlich zu qualifizieren ist, sodass deutsches Recht auch auf ausländische Gesellschaften mit Tätigkeitsschwerpunkt in Deutschland Anwendung findet. Das steht auch nicht im Widerspruch zur Niederlassungsfreiheit.
Nach dem Vier-Konditionen-Test des EuGH kommt es darauf an, dass die nationale Maßnahme in nicht diskriminierender Weise angewendet wird, einem zwingenden Grund des Allgemeininteresses dient und zu dessen Erreichung geeignet und erforderlich ist. Diese Voraussetzungen sind erfüllt, da der Gläubigerschutz ein hohes Gut ist, die Haftungsfigur auf in- und ausländische Gesellschaften gleichermaßen angewendet wird und auch genügend Raum für wertende Betrachtung im Einzelfall verbleibt. Das vom EuGH propagierte Informationsmodell versagt, demzufolge Beeinträchtigungen der Niederlassungsfreiheit wegen der Möglichkeit des Selbstschutzes der Gesellschaftsgläubiger nicht erforderlich seien, denn nach der Konzeption der Binnenhaftung wegen quotaler Unterkapitalisierung ist die Gesellschaft selbst die unmittelbar Geschädigte und nicht etwa ihre Gläubiger.